# Гров Тауншип (округ Камерон, Пенсільванія)
Гров Тауншип (англ. Grove Township) — селище (англ. township) в США, в окрузі Камерон штату Пенсільванія. Населення — 113 особи (2020).

## Демографія
Згідно з переписом 2010 року, у селищі мешкали 183 особи в 95 домогосподарствах у складі 56 родин. Було 704 помешкання
Расовий склад населення:
| - 98,9 % — білих - 0,5 % — корінних американців |

До двох чи більше рас належало 0,5 %. Частка іспаномовних становила 0,0 % від усіх жителів.
За віковим діапазоном населення розподілялося таким чином: 11,5 % — особи молодші 18 років, 55,7 % — особи у віці 18—64 років, 32,8 % — особи у віці 65 років та старші. Медіана віку мешканця становила 57,4 року. На 100 осіб жіночої статі у селищі припадало 108,0 чоловіків;  на 100 жінок у віці від 18 років та старших — 110,4 чоловіків також старших 18 років.
Середній дохід на одне домашнє господарство  становив 42 775 доларів США (медіана — 31 250), а середній дохід на одну сім'ю — 42 107 доларів (медіана — 33 750). 
Цивільне працевлаштоване населення становило 45 осіб. Основні галузі зайнятості: мистецтво, розваги та відпочинок — 31,1 %, виробництво — 11,1 %, сільське господарство, лісництво, риболовля — 11,1 %.